# Àcid pentanoic
L'àcid pentanoic (anomenat també, de forma no sistemàtica, àcid valèric) és un àcid carboxílic de cadena lineal amb cinc àtoms de carboni, la qual fórmula molecular és {\displaystyle {\ce {C5H10O2}}}. En bioquímica és considerat un àcid gras, i se simbolitza per C5:0.

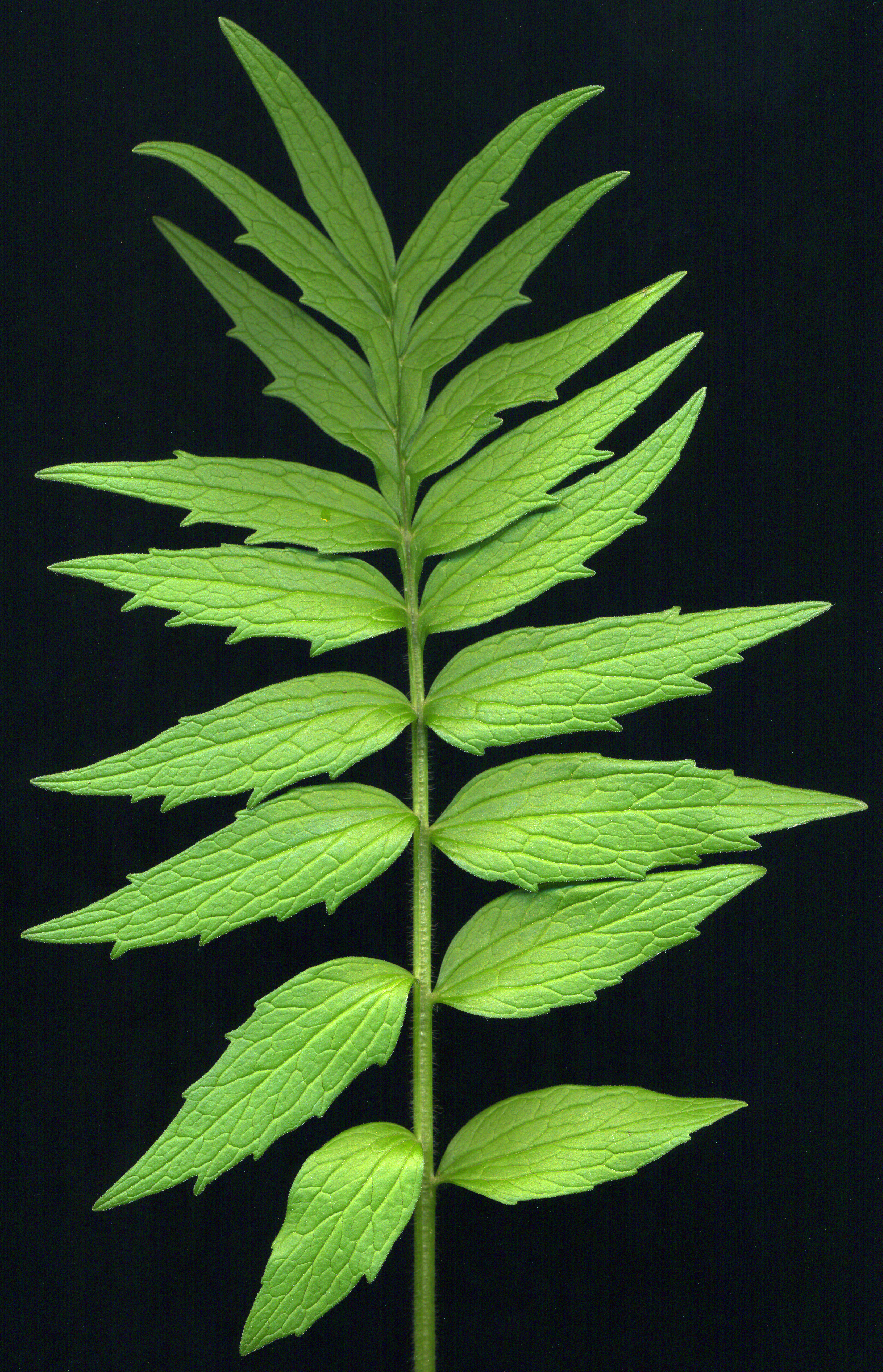
Fulles de Valeriana officinalis

L'àcid pentanoic a temperatura ambient és un líquid incolor d'olor molt desagradable. El seu punt de fusió és de -34,5 °C i el d'ebullició 187 °C. La seva densitat entre 4-20 °C és menor que la de l'aigua, 0,942 g/cm³. El seu índex de refracció a 20 °C val 1,4086. És soluble en aigua, etanol i dietileter.
Es troba a la natura en la planta valeriana (Valeriana officinalis), d'on prové el seu nom comú. El seu ús principal és en la síntesi dels èsters. Els èsters volàtils de l'àcid pentanoic tenen una olor agradable i s'usen en perfumeria i cosmètica. El pentanoat d'etil i el pentanoat de pentil es fan servir com additiu alimentari pel seu sabor fruitat.

## Propietats físiques
- Solubilitat en aigua, g/100 ml: 2,4
- Pressió de vapor, kPa a 20 °C: 0,02
- Densitat relativa de vapor (aire = 1): 3,52
- Punt d'inflamació: 86 °C c.c.
- Temperatura d'autoignició: 400 °C
- Límits d'explosibilitat, % en volum en l'aire: 1.6-7.
- Coeficient de repartiment octanol/agua com log Pow: 1,39
- Perills físics: El vapor és més dens que l'aire.
- Perills químics: La substància és un àcid dèbil.
- Vies d'exposició: La substància es pot absorbir per inhalació i per ingestió.

## Seguretat
L'àcid pentanoic causa irritació en contacte amb la pell, ulls o membranes mucoses, i corrosió si s'ingereix, però causa poc dany perquè tendeix a no vaporitzar-se a la temperatura d'una habitació. És tòxic per la vida aquàtica.